# Nordel (Diepenau)
Nordel ist ein Ortsteil des Fleckens Diepenau in der Samtgemeinde Uchte im niedersächsischen Landkreis Nienburg/Weser in Deutschland.

## Geografische Lage
Nordel liegt im Südwesten des Landkreises Nienburg/Weser. Die Grenze zum Bundesland Nordrhein-Westfalen ist nach Westen hin anderthalb Kilometer entfernt.
Der Nordeler Bruch, sechs Kilometer nördlich von Nordel gelegen, ist ein 71 Hektar großes Naturschutzgebiet im Flecken Diepenau.

## Geschichte
Am 1. März 1974 wurde Nordel in den Flecken Diepenau eingegliedert.

## Infrastruktur
- Kapelle Nordel

Im Flecken Diepenau gibt es das Kirchspiel Essern-Steinbrink-Nordel.

### Öffentlicher Personennahverkehr (ÖPNV)
Nordel wird durch die Linie 75 der Verkehrsgesellschaft Landkreis Nienburg bedient.

### Straßenverkehr
Zwei Kilometer östlich verläuft die Landesstraße 343 von Wagenfeld nach Diepenau.